# Indarctos
Indarctos je rod sisavaca iz porodice medvjeda, koji su živjeli u Sjevernoj Americi, Europi, Africi i Aziji za vrijeme miocena. Živjeli su prije 11,1-5,3 milijuna godina, u isto vrijeme kad i rod Plionarctos. Najstariji fosil je nađen u Arizoni, a najmlađi u Kazahstanu.
Rod je imenovao Pilgrim 1913. Tipna vrsta je Indarctos salmontanus.